# Bătălia de la Midway (film din 2019)
Bătălia de la Midway (în engleză Midway) este un film american de război din 2019 regizat de Roland Emmerich despre Bătălia de la Midway din 1942. Rolurile principale au fost interpretate de actorii Ed Skrein, Patrick Wilson, Luke Evans, Aaron Eckhart, Nick Jonas, Mandy Moore, Dennis Quaid, Tadanobu Asano, Darren Criss și Woody Harrelson.

## Distribuție

### Aliații
| Actor            | Rol                                   | Note                                                     |
| ---------------- | ------------------------------------- | -------------------------------------------------------- |
| Ed Skrein        | Lieutenant Dick Best                  | Executive officer, Bombing Squadron 6, USS Enterprise    |
| Patrick Wilson   | Lieutenant Commander Edwin Layton     | Intelligence officer, US Pacific Fleet                   |
| Luke Evans       | Lieutenant Commander Wade McClusky    | Air group commander, USS Enterprise                      |
| Aaron Eckhart    | Lieutenant Colonel Jimmy Doolittle    | USAAF flight commander, embarked on USS Hornet           |
| Nick Jonas       | Aviation Machinist's Mate Bruno Gaido | Aviation crew, USS Enterprise                            |
| Luke Kleintank   | Lieutenant Clarence Earle Dickinson   | Pilot, Scouting Squadron 6, USS Enterprise               |
| Darren Criss     | Lieutenant Commander Eugene Lindsey   | Commander, Torpedo Squadron 6, USS Enterprise            |
| Keean Johnson    | Chief Aviation Radioman James Murray  | Radio operator, Bombing Squadron 6, USS Enterprise       |
| Alexander Ludwig | Lieutenant Roy Pearce                 | Watch officer, USS Arizona⁠(en)[traduceți]                |
| Brennan Brown    | Commander Joseph Rochefort            | Chief Cryptanalyst, Fleet Radio Unit Pacific             |
| Geoffrey Blake   | Commander John Ford                   | Film director stationed at Midway Island on Special Duty |
| Jake Manley      | Ensign Willie West                    | Pilot, Bombing Squadron 6, USS Enterprise                |
| Mark Rolston     | Admiral Ernest King                   | Chief of Naval Operations                                |
| Jake Weber       | Rear Admiral Raymond Spruance         | Commander, Task Force 16                                 |
| Eric Davis       | Captain Miles Browning                | Halsey's chief of staff, USS Enterprise                  |
| David Hewlett    | Admiral Husband Kimmel                | Commander-in-chief, US Pacific Fleet                     |
| Dennis Quaid     | Vice Admiral William "Bull" Halsey    | Commander, Carrier Division Two                          |
| Woody Harrelson  | Admiral Chester W. Nimitz             | Commander-in-chief, US Pacific Fleet                     |
| Brandon Sklenar  | Ensign George "Tex" Gay               | Pilot, Torpedo Squadron 8, USS Hornet                    |
| James Carpinello | Lieutenant Commander William Brockman | Captain, USS Nautilus⁠(en)[traduceți]                     |

### Japonezii
| Actor            | Rol                          | Note                                  |
| ---------------- | ---------------------------- | ------------------------------------- |
| Etsushi Toyokawa | Admiral Isoroku Yamamoto     | Commander-in-chief, Combined Fleet    |
| Tadanobu Asano   | Rear Admiral Tamon Yamaguchi | Commander, 2nd Carrier Division       |
| Jun Kunimura     | Vice Admiral Chūichi Nagumo  | Commander, 1st Air Fleet (Kido Butai) |
| Peter Shinkoda   | Commander Minoru Genda       | Air Operations Officer, 1st Air Fleet |
| Hiromoto Ida     | Prim-ministrul Tojo          |                                       |
| Hiroaki Shintani | Împăratul Hirohito           |                                       |

### Civili
| Actor                  | Rol                | Note                                               |
| ---------------------- | ------------------ | -------------------------------------------------- |
| Rachael Perrell Fosket | Dagne Layton       | Edwin Layton's wife                                |
| Kenny Leu              | Zhu Xuesan         | Chinese school teacher, who visited the US in 1992 |
| Mandy Moore            | Anne Best          | Soția lui Dick Best                                |
| Dean Schaller          | Jack MacKenzie Jr. | Ford's cameraman                                   |